# Forces Armades Revolucionàries de Cuba
Les Forces Armades Cubanes, (en castellà: Fuerzas Armadas Revolucionarias de Cuba) estan formades per l'Exèrcit de terra, la Força aèria i la Marina de guerra. Les forces armades cubanes han estat durant molt temps una institució poderosa, amb un gran nombre de obrers i camperols en les seves files. Les forces armades han de tenir un rol important en la defensa del país davant de quansevol agressió imperialista. El president Raúl Castro Ruz és l'actual dirigent del Partit Comunista de Cuba i el líder màxim de la Revolució cubana.
Aquest exèrcit pot legalment reclutar a menors d'edat.

## Història
Les forces revolucionàries es van fundar després de la Revolució cubana del moviment 26 de juliol en l'any 1959. El país va rebre ajuda militar substancial i ajuda financera de la Unió Soviètica per expandir i millorar el seu exèrcit. En l'any 1961, les forces armades cubanes van participar en la defensa de Cuba quan es va tenir lloc el desembarcament de Playa Girón per part dels exiliats cubans anticomunistes recolzats per la CIA.
En l'any 1963, un contingent de 686 homes, amb suport de l'aviació, vehicles blindats i artilleria, va desembarcar a Algèria durant la guerra de les arenes. Les FAC van dur a terme posteriorment accions bèliques i van millorar fortament el seu nivell en el costat de l'exèrcit soviètic en diversos conflictes a l'Àfrica, com ara la Guerra Civil Angolesa, i va participar en diverses acccions militars en aquest país. Uns 1.500 soldats cubans també van participar en el conflicte araboisraelià i van lluitar contra les Forces de Defensa d'Israel quan va tenir lloc la Guerra del Yom Kippur en l'any 1973. En l'any 1983, van morir 24 soldats cubans durant la invasió de Grenada per part de les Forces Armades dels Estats Units, l'objectiu de les forces dels Estats Units en aquest conflicte era enderrocar el govern comunista de Grenada.

## L'imperi econòmic de GAESA
L'exèrcit controla gran part de l'economia cubana, i gestiona algunes empreses estatals en diversos sectors econòmics. Més del 70% del comerç minorista en dòlars a Cuba era dirigit pel difunt general de divisió Luis Alberto Rodríguez López-Callejas, el general va ser el president del Grup d'Administració Empresarial Societat Anònima (GAESA) organització empresarial que pertany a les Forces Armades Revolucionàries (FAR). El Banc Financer Internacional, un dels organismes bancaris més importants del govern cubà, ha passat a ser gestionat per GAESA, el grup empresarial de les Forces Armades Revolucionàries (FAR).

## Equipament de l'Exèrcit de Terra

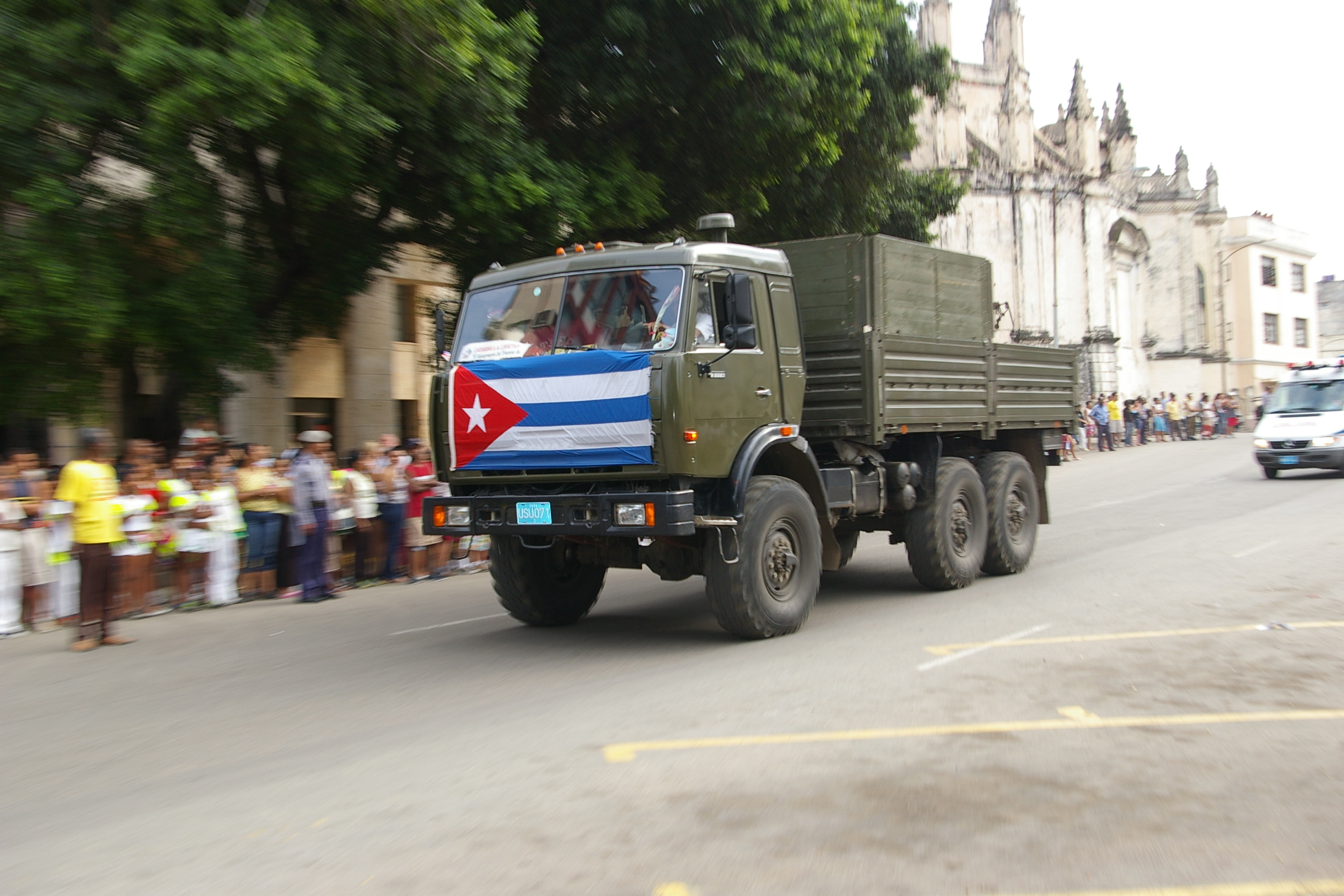
Camió militar cubà a l'Havana.

La major part del equipament militar cubà és material fabricat en la Unió Soviètica durant la Guerra Freda. La infanteria està equipada amb el fusell AKM (un derivat del fusell d'assalt AK-47) també disposa de metralladores RPK, PKM, SKS, i llançagranades RPG-7. El tanc T-55 és el carro de combat més utilitzat per les forces blindades de l'exèrcit cubà, que també disposa d'artilleria autopropulsada i vehicles blindats com el transport de personal BMP-1 i el vehicle d'infanteria PT-76. Després de la caiguda de la Unió Soviètica, Cuba va comprar un nou equipament militar a Veneçuela i Rússia, i va signar diversos contractes amb aquests països. També va comprar míssils balístics fabricats en la República Popular Democràtica de Corea.

### Armes d'infanteria
| Nom              | Origen         | Tipus                       | Fotografia |
| ---------------- | -------------- | --------------------------- | ---------- |
| Makarov PM       | Unió Soviètica | Pistola                     |            |
| APS              | Unió Soviètica | Pistola                     |            |
| PM-63 RAK        | Polònia        | Subfusell                   |            |
| SKS              | Unió Soviètica | Carrabina                   |            |
| AKM              | Unió Soviètica | Fusell d'assalt             |            |
| AMD-65           | Hongria        | Fusell d'assalt             |            |
| Vz. 58           | Txecoslovàquia | Fusell d'assalt             |            |
| AK-74            | Unió Soviètica | Fusell d'assalt             |            |
| RPK              | Unió Soviètica | Metralladora                |            |
| SG-43            | Unió Soviètica | Metralladora                |            |
| PKM              | Unió Soviètica | Metralladora                |            |
| NSV              | Unió Soviètica | Metralladora                |            |
| DShK             | Unió Soviètica | Metralladora                |            |
| Dragunov SVD     | Unió Soviètica | Fusell de franctirador      |            |
| Fusell Alejandro | Cuba           | Fusell de franctirador      |            |
| Mambi            | Cuba           | Fusell de franctirador      |            |
| RPG-7            | Unió Soviètica | Granada propulsada per coet |            |
| SPG-9            | Unió Soviètica | Canó sense retrocés         |            |
| AGS-17           | Unió Soviètica | Llançagranades              |            |
| LPO-50           | Unió Soviètica | Llançaflames                |            |
| RGD-5            | Unió Soviètica | Granada de mà               |            |
| Granada F-1      | Unió Soviètica | Granada de mà               |            |

### Artilleria
| Nom    | Origen         | Tipus                     | Calibre | Fotografia |
| ------ | -------------- | ------------------------- | ------- | ---------- |
| M-46   | Unió Soviètica | Artilleria                | 130mm   |            |
| D-30   | Unió Soviètica | Artilleria                | 122mm   |            |
| T-12   | Unió Soviètica | Artilleria                | 100mm   |            |
| D-44   | Unió Soviètica | Artilleria                | 85mm    |            |
| ZIS-3  | Unió Soviètica | Artilleria                | 76mm    |            |
| 2S3    | Unió Soviètica | Artilleria autopropulsada | 152mm   |            |
| 2S1    | Unió Soviètica | Artilleria autopropulsada | 122mm   |            |
| BM-14  | Unió Soviètica | Llançacoets múltiple      | 140mm   |            |
| BM-21  | Unió Soviètica | Llançacoets múltiple      | 122mm   |            |
| M-1943 | Unió Soviètica | Morter                    | 120mm   |            |

### Camions
| Nom               | Origen         | Tipus | Fotografia |
| ----------------- | -------------- | ----- | ---------- |
| Ural-4320         | Unió Soviètica | Camió |            |
| ZIL-131           | Unió Soviètica | Camió |            |
| ZiS-151           | Unió Soviètica | Camió |            |
| GAZ-66            | Unió Soviètica | Camió |            |
| Kamaz-43114       | Rússia         | Camió |            |
| Sinotruk Howo 4x4 | Xina           | Camió |            |

### Defensa Antiaèria
| Nom      | Origen         | Quantitat | Tipus             | Calibre | Fotografia |
| -------- | -------------- | --------- | ----------------- | ------- | ---------- |
| KPV      | Unió Soviètica | -         | Defensa antiaèria | 14.5mm  |            |
| ZPU-4    | Unió Soviètica | 200       | Defensa antiaèria | 14.5mm  |            |
| ZU-23-2  | Unió Soviètica | 400       | Defensa antiaèria | 23mm    |            |
| ZU-23-4  | Unió Soviètica | 36        | Defensa antiaèria | 23mm    |            |
| M-1939   | Unió Soviètica | 300       | Defensa antiaèria | 37mm    |            |
| ZSU-57-2 | Unió Soviètica | 25        | Defensa antiaèria | 57mm    |            |
| AZP S-60 | Unió Soviètica | 200       | Defensa antiaèria | 57mm    |            |

### Defensa Antitancs
| Nom   | Origen         | Tipus               | Calibre | Fotografia |
| ----- | -------------- | ------------------- | ------- | ---------- |
| AT-3  | Unió Soviètica | Míssil antitancs    | 125mm   |            |
| AT-4  | Unió Soviètica | Míssil antitancs    | 120mm   |            |
| SPG-9 | Unió Soviètica | Canó sense retrocés | 73mm    |            |

### Míssils terra-aire
| Nom   | Origen         | Quantitat | Tipus             | Fotografia |
| ----- | -------------- | --------- | ----------------- | ---------- |
| S-75  | Unió Soviètica | 144       | Míssil terra-aire |            |
| S-125 | Unió Soviètica | 60        | Míssil terra-aire |            |
| SA-9  | Unió Soviètica | 60        | Míssil terra-aire |            |
| SA-13 | Unió Soviètica | 42        | Míssil terra-aire |            |
| SA-8  | Unió Soviètica | 16        | Míssil terra-aire |            |
| SA-6  | Unió Soviètica | 12        | Míssil terra-aire |            |
| SA-7  | Unió Soviètica | -         | Míssil terra-aire |            |
| SA-14 | Unió Soviètica | -         | Míssil terra-aire |            |
| SA-16 | Unió Soviètica | -         | Míssil terra-aire |            |

### Vehicles blindats
| Nom       | Origen         | Quantitat | Tipus                          | Calibre de l'arma principal | Fotografia |
| --------- | -------------- | --------- | ------------------------------ | --------------------------- | ---------- |
| T-62      | Unió Soviètica | 380       | Carro de combat                | 115mm                       |            |
| T-54/T-55 | Unió Soviètica | 800       | Carro de combat                | 100mm                       |            |
| PT-76     | Unió Soviètica | 50        | Vehicle de combat d'infanteria | 76.2mm                      |            |
| BMP-1     | Unió Soviètica | 120       | Vehicle de combat d'infanteria | 73mm                        |            |
| BDM-1     | Unió Soviètica | -         | Vehicle de combat d'infanteria | 73mm                        |            |
| BRDM-2    | Unió Soviètica | 100       | Transport blindat de personal  | 14.5mm                      |            |
| BTR-70    | Unió Soviètica | -         | Transport blindat de personal  | 14.5mm                      |            |
| BTR-60    | Unió Soviètica | -         | Transport blindat de personal  | 14.5mm                      |            |
| BTR-152   | Unió Soviètica | -         | Transport blindat de personal  | 12,7mm                      |            |
| BTR-50    | Unió Soviètica | -         | Transport blindat de personal  | 7,62mm                      |            |
| BTR-40    | Unió Soviètica | -         | Transport blindat de personal  | 7,62mm                      |            |
| PTS       | Unió Soviètica | -         | Vehicle amfibi                 | -                           |            |
| UAZ-469   | Unió Soviètica | -         | Vehicle tot terreny            | -                           |            |

## Equipament de la Força Aèria
La Força Aèria Revolucionària de Cuba (en castellà: Fuerza Aérea Revolucionaria Cubana) està equipada principalment amb aeronaus construïdes en l'antiga Unió Soviètica i en altres països de l'Europa de l'Est. La seva funció és la defensa de l'espai aèri nacional i en cas de guerra interceptar aeronaus enemigues i protegir el territori nacional.
| Aeronaus           | Origen         | Tipus                   | En servei | Fotografia |
| ------------------ | -------------- | ----------------------- | --------- | ---------- |
| MIG-23             | Unió Soviètica | Avió de caça            | 42        |            |
| Zlín Z-142         | Txecoslovàquia | Avió d'entrenament      | 20        |            |
| Mil Mi-24          | Unió Soviètica | Helicòpter d'atac       | 17        |            |
| Mil Mi-8           | Unió Soviètica | Helicòpter de transport | 13        |            |
| MIG-21             | Unió Soviètica | Avió de caça            | 12        |            |
| Aero L-39 Albatros | Txecoslovàquia | Avió d'entrenament      | 8         |            |
| Mil Mi-17          | Unió Soviètica | Helicòpter de transport | 8         |            |
| MIG-29             | Unió Soviètica | Avió de caça            | 6         |            |
| Antónov An-24      | Unió Soviètica | Avió de càrrega         | 4         |            |
| Iàkovlev Yak-40    | Unió Soviètica | Avió de càrrega         | 3         |            |
| Antónov An-26      | Unió Soviètica | Avió de càrrega         | 3         |            |
| Iluixin il-96      | Unió Soviètica | Avió de càrrega         | 3         |            |
| Iluixin il-62      | Unió Soviètica | Avió de càrrega         | 1         |            |

## Equipament de la Marina de Guerra
Les unitats de la Marina de Guerra tenen bases navals que compten amb escamots de llanxes patrulleres i amb torpedes, submarins i altres unitats de superfície. Tenen la missió de lluitar contra les embarcacions de l'enemic en les aigües del territori nacional i enfonsar les unitats navals enemigues. La Marina Popular exerceix un important paper en la defensa de les aigües territorials, aquesta força està constituïda per formacions navals especials i per les brigades de defensa especialitzades en la lluita en el mar.

### Dragamines
| Dragamines | Dragamines     | Dragamines | Dragamines |
| ---------- | -------------- | ---------- | ---------- |
| Classe     | Origen         | Tipus      | Quantitat  |
| Yevgenya   | Unió Soviètica | Dragamines | 3          |

### Patrulleres
| Patrulleres | Patrulleres    | Patrulleres | Patrulleres |
| ----------- | -------------- | ----------- | ----------- |
| Classe      | Origen         | Tipus       | Quantitat   |
| Zhuk        | Unió Soviètica | Patruller   | 12          |
| Stenka      | Unió Soviètica | Patruller   | 2           |

### Submarins
| Submarins | Submarins      | Submarins   | Submarins |
| --------- | -------------- | ----------- | --------- |
| Classe    | Origen         | Tipus       | Quantitat |
| Yugo      | Corea del Nord | Minisubmarí | 1         |

### Vaixells llançamíssils
| Vaixells llançamíssils | Vaixells llançamíssils | Vaixells llançamíssils | Vaixells llançamíssils |
| ---------------------- | ---------------------- | ---------------------- | ---------------------- |
| Classe                 | Origen                 | Tipus                  | Quantitat              |
| Osa II                 | Unió Soviètica         | Vaixell llançamíssils  | 6                      |
| Rio Damuji             | Cuba                   | Vaixell llançamíssils  | 2                      |
| Pauk II                | Unió Soviètica         | Vaixell llançamíssils  | 1                      |